# 日本の企業一覧 (電気・ガス)
この項目では、電気または都市ガスの製造・供給を主たる業務とする日本の企業を一覧形式で記載している。

## 電気事業者
ここでは、主な企業を記載する。なお、以下の発電事業者は登録している事業者数が膨大であるためすべて記載していない。また、小売電気事業者についても同様の理由で一切記載していない。

### 発電事業者
- 東京電力ホールディングス（東証プライム・9501）
- 中部電力（東証プライム・9502）
- 関西電力（東証プライム・9503）
- 中国電力（東証プライム・9504）
- 北陸電力（東証プライム・9505）
- 東北電力（東証プライム・9506）
- 四国電力（東証プライム・9507）
- 九州電力（東証プライム・9508）
- 北海道電力（東証プライム・9509）
- 沖縄電力（東証プライム・9511）
- 電源開発（東証プライム・9513）
- 日本原子力発電
- 東京電力フュエル&パワー
- 東京電力リニューアブルパワー
- JERA
- 東日本旅客鉄道
- エネット
- NTTファシリティーズ
- エフオン（東証スタンダード・9514）
- 日本風力開発
- 中村電設
- サミットエナジー
- F-Power
- ダイヤモンドパワー
- イーレックス（東証プライム・9517）
- 日本テクノ
- エネサーブ
- 六本木エネルギーサービス
- 諏訪エネルギーサービス
- 住友共同電力
- レノバ（東証プライム・9519）

### 送配電事業者
一般送配電事業者
- 北海道電力ネットワーク
- 東北電力ネットワーク
- 東京電力パワーグリッド
- 中部電力パワーグリッド
- 北陸電力送配電
- 関西電力送配電
- 中国電力ネットワーク
- 四国電力送配電
- 九州電力送配電
- 沖縄電力

送電事業者
- 電源開発送変電ネットワーク

特定送配電事業者
- 王子製紙
- 丸紅
- イーレックス
- F-Power
- 東日本旅客鉄道
- 住友共同電力
- 六本木エネルギーサービス
- パナソニックホームズ

## 都市ガス事業者

### 旧分類
ここでは、2017年に廃止された一般ガス導管事業者について記載する。なお、民営化や事業譲渡した事業者については割愛している。

#### 大手
- 東京ガス（東証プライム・9531）
- 大阪ガス（東証プライム・9532）
- 東邦ガス（東証プライム・9533）
- 西部ガスホールディングス（東証プライム・9536）

#### 準大手
- 静岡ガス（東証プライム・9543）
- 北海道ガス（東証プライム・9534）
- 広島ガス（東証プライム・9535）
- 北陸ガス（東証スタンダード・9537）
- 京葉ガス（東証スタンダード・9539）
- サーラエナジー
- 大多喜ガス
- 東日本ガス

#### その他
北海道
- 釧路ガス
- 旭川ガス
- 岩見沢ガス
- 帯広ガス
- 苫小牧ガス
- 室蘭ガス
- 長万部町水道ガス課

東北
- 青森ガス
- 八戸ガス
- 弘前ガス
- 五所川原ガス
- 十和田ガス
- 盛岡ガス
- 花巻ガス
- 水沢ガス
- 一関ガス
- 釜石ガス
- のしろエネルギーサービス
- 男鹿市企業局
- 由利本荘市ガス水道局
- 山形ガス
- 酒田天然ガス
- 鶴岡ガス
- 寒河江ガス
- 新庄都市ガス
- 庄内中部ガス
- 庄内町企業課
- 仙台市ガス局
- 気仙沼市ガス水道部
- 石巻ガス
- 古川ガス
- 塩釜ガス
- 仙南ガス
- 福島ガス
- いわきガス
- 若松ガス
- 相馬ガス
- 常磐共同ガス
- 常磐都市ガス
- 東北ガス

関東
- 東部液化石油
- 栃木ガス
- 足利ガス
- 佐野ガス
- 北日本ガス
- 沼田ガス
- 渋川ガス
- 館林ガス
- 桐生ガス
- 伊勢崎ガス
- 太田都市ガス
- 本庄ガス
- 幸手都市ガス
- 坂戸ガス
- 入間ガス
- 東彩ガス
- 武州ガス
- 鷲宮ガス
- 日高都市ガス
- 武蔵野ガス
- 秩父ガス
- 埼玉ガス
- 西武ガス
- 松栄ガス
- 大東ガス
- 伊奈都市ガス
- 堀川産業
- フジオックス
- 角栄ガス
- 野田ガス
- 銚子ガス
- 千葉ガス
- 総武ガス
- 東金市経済環境部ガス課
- 九十九里町ガス事業課
- 大網白里市ガス事業課
- 房州ガス
- 白子町ガス事業所
- 習志野市企業局
- 京和ガス
- 長南町事業課ガス事業室
- 日本瓦斯
- 昭島ガス
- 青梅ガス
- 武陽ガス
- 小田原ガス
- 秦野ガス
- 厚木ガス
- 湯河原ガス
- 東京ガス山梨
- 吉田ガス
- 長野都市ガス
- 上田ガス
- 松本ガス
- 大町ガス
- 諏訪ガス
- 信州ガス
- エナキス
- 白根ガス
- 新発田ガス
- 栄ガス消費生活協同組合
- 越後天然ガス
- 蒲原ガス
- 小千谷市ガス水道局
- 魚沼市ガス水道局
- 上越市ガス水道局
- 妙高グリーンエナジー
- 糸魚川市ガス水道局
- 佐渡ガス
- 熱海ガス
- 伊東ガス
- 下田ガス
- 御殿場ガス
- 東海ガス（ザ・トーカイ）
- 島田ガス
- 中遠ガス
- 袋井ガス

中部
- 津島ガス
- 犬山ガス
- 大垣ガス
- 上野都市ガス
- 名張近鉄ガス

北陸
- 日本海ガス
- 高岡ガス
- 金沢市企業局
- 小松ガス

近畿
- 福井都市ガス
- 越前エネライン
- 敦賀ガス
- 大津市企業局
- 甲賀協同ガス
- 福知山都市ガス
- 長田野ガスセンター
- 丹後ガス
- 大和ガス
- 五条ガス
- 桜井ガス
- 大武(ふたかみ都市ガス)
- 新宮ガス
- 河内長野ガス
- 篠山都市ガス
- 伊丹産業
- 洲本ガス
- 豊岡エネルギー

中国
- 鳥取ガス
- 米子ガス
- 松江市ガス局
- 出雲ガス
- 浜田ガス
- 岡山ガス
- 津山ガス
- 水島ガス
- 福山ガス
- 因の島ガス
- 山口合同ガス

四国
- 四国ガス

九州
- 高松ガス
- 筑紫ガス
- 直方ガス
- 飯塚ガス
- 西日本ガス
- 久留米ガス
- 大牟田ガス
- 佐賀ガス
- 鳥栖ガス
- 唐津ガス
- 伊万里ガス
- 九州ガス
- 第一ガス
- 天草ガス
- 山鹿都市ガス
- 大分ガス
- エコア
- 宮崎ガス
- 日本ガス
- 阿久根ガス
- 加治木ガス
- 南日本ガス
- 出水ガス
- 国分隼人ガス
- 南海ガス

沖縄
- 沖縄ガス